# Escuela de Música Victoriano López
La Escuela de Música Victoriano López es una institución de educación media en Honduras dedicada a la enseñanza musical. Ubicada en la ciudad de San Pedro Sula representa uno de los más importantes centros de formación artística para la sociedad hondureña por ser uno de los pocos centros de enseñanza formal de la música clásica en Honduras. Fue fundada en 1945 como la Academia de Música, resultado de la visión y trabajo de Victoriano López y la Directiva de la Academia de Música hoy Fundación Filarmónica de San Pedro Sula. Ofrece a sus estudiantes un programa de estudios con duración de cinco años orientado a la especialización instrumental y brindando la formación necesaria para que sus egresados se desempeñen como músicos de cámara, de orquesta y solistas así como pedagogos una vez obtenido el Bachillerato en Música que es avalado por la Secretaría de Educación de Honduras.

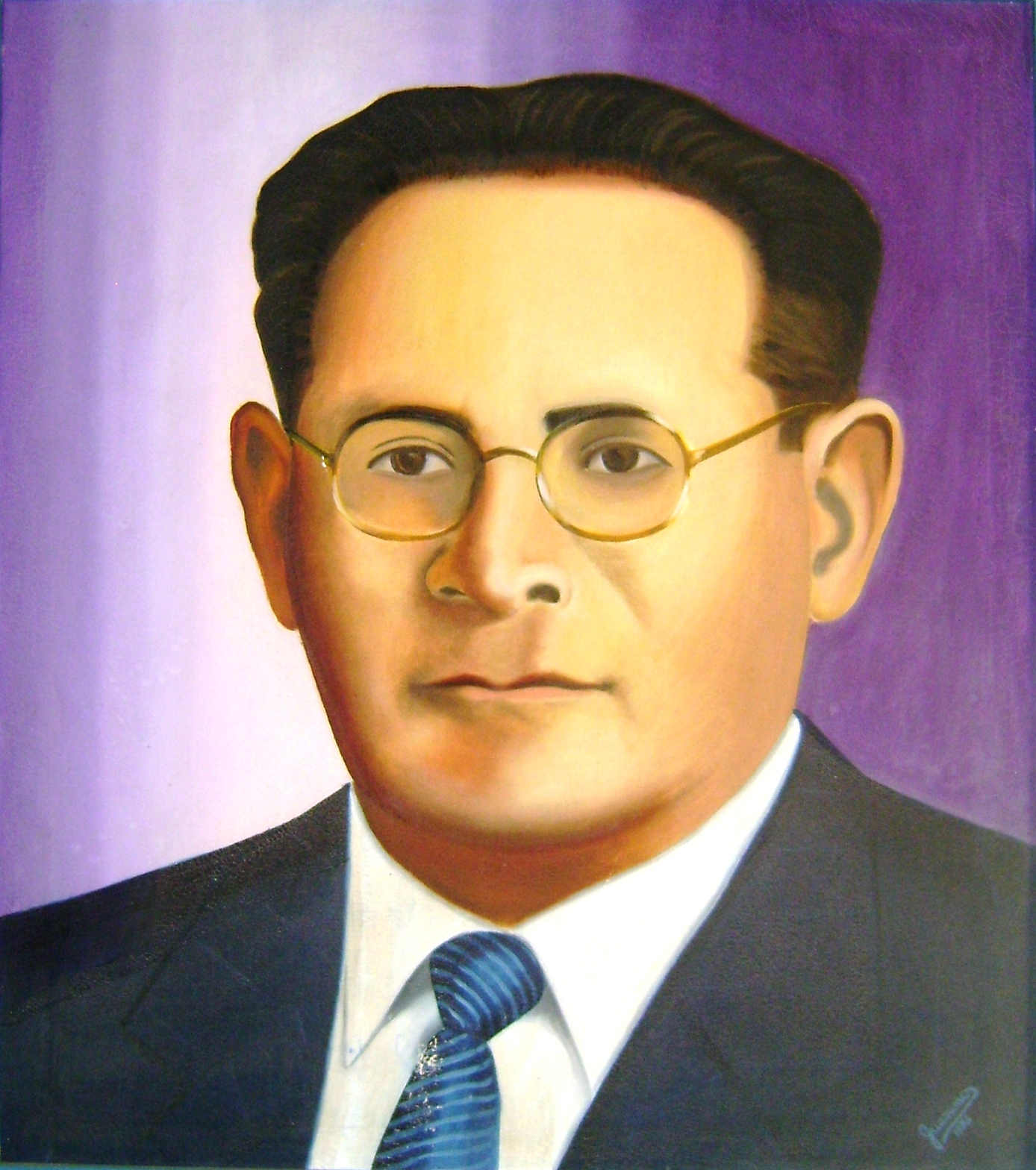
Retrato del maestro Victoriano López.

## Historia
La escuela de música fue fundada por Victoriano López (1892 - 1957), músico de origen hondureño. Desde su infancia Victoriano López vivió en Tegucigalpa donde fue alumno de Carlos Hartling, compositor de la música del Himno Nacional de Honduras y fundador de la Banda de los Supremos Poderes en la que más tarde López se desempeñaría como saxofonista. Se trasladó en su adultez a San Pedro Sula como consecuencia de su nombramiento de director de la banda marcial del cuartel militar de esa ciudad donde además se dedicó a impartir clases de solfeo en instituciones de educación secundaria y lecciones privadas de violín y de piano. En sus años de docencia, López observó el poco desarrollo de la música en su país y contempló la idea de fundar una institución dedicada a la enseñanza de la misma y junto a los padres de sus alumnos y otros miembros de la sociedad sampedrana formaron la llamada Directiva de la Academia de Música, con el fin de desarrollar dicha idea. Esta directiva sería el organismo precursor al Patronato Pro Arte y eventualmente la Fundación Filarmónica de San Pedro Sula.

### Academia de Música
En 1945, con el objetivo de comunicar a la sociedad sampedrana el proyecto de la Academia de Música y su directiva, estos últimos decidieron organizar un «gran concierto», donde intervinieron alumnos de Victoriano López y otros importantes músicos de San Pedro Sula. La Directiva contactó formalmente a un gran número de familias e instituciones, invitándoles a la «Solemne inauguración de la Academia de Música» la cual tuvo éxito, y la afluencia fue tal que fueron ocupados todos los asientos del auditorio de la Escuela Francisco Morazán, donde tuvo lugar la velada musical.

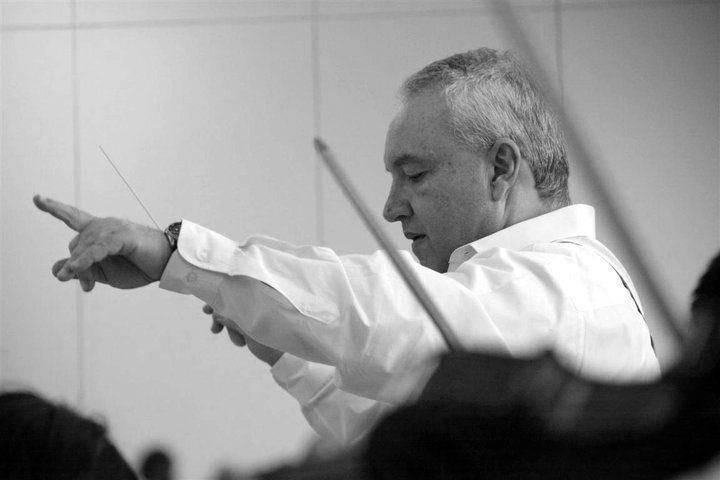
Maestro José Iglesias Carnot.

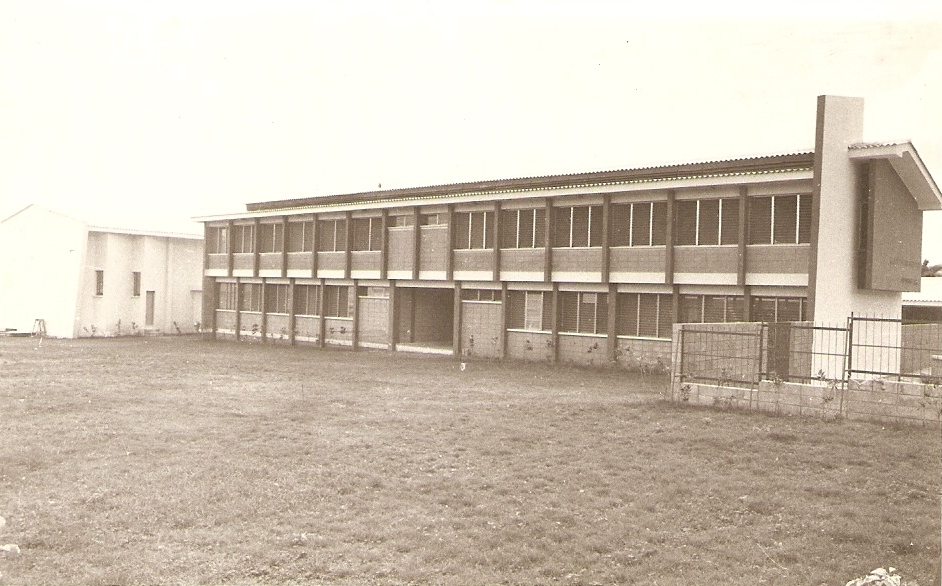
Vista del edificio de salones de clase y cubículos de práctica en 1978.

## Instalaciones
La Escuela de Música Victoriano López cuenta con tres oficinas administrativas que corresponden a la dirección, secretaría y contaduría respectivamente, así como una sala de juntas para la Fundación Filarmónica de San Pedro Sula; catorce oficinas para los diferentes catedráticos; una sala audiovisual, tres salones de clase donde se imparten las asignaturas teóricas, cincuenta y seis cubículos destinados a la práctica instrumental, una biblioteca y un auditorio para música de cámara.

### Sala Juan Tuto Diffent
Con capacidad para 200 personas, la sala de conciertos es ideal para la presentación de obras de música de cámara.

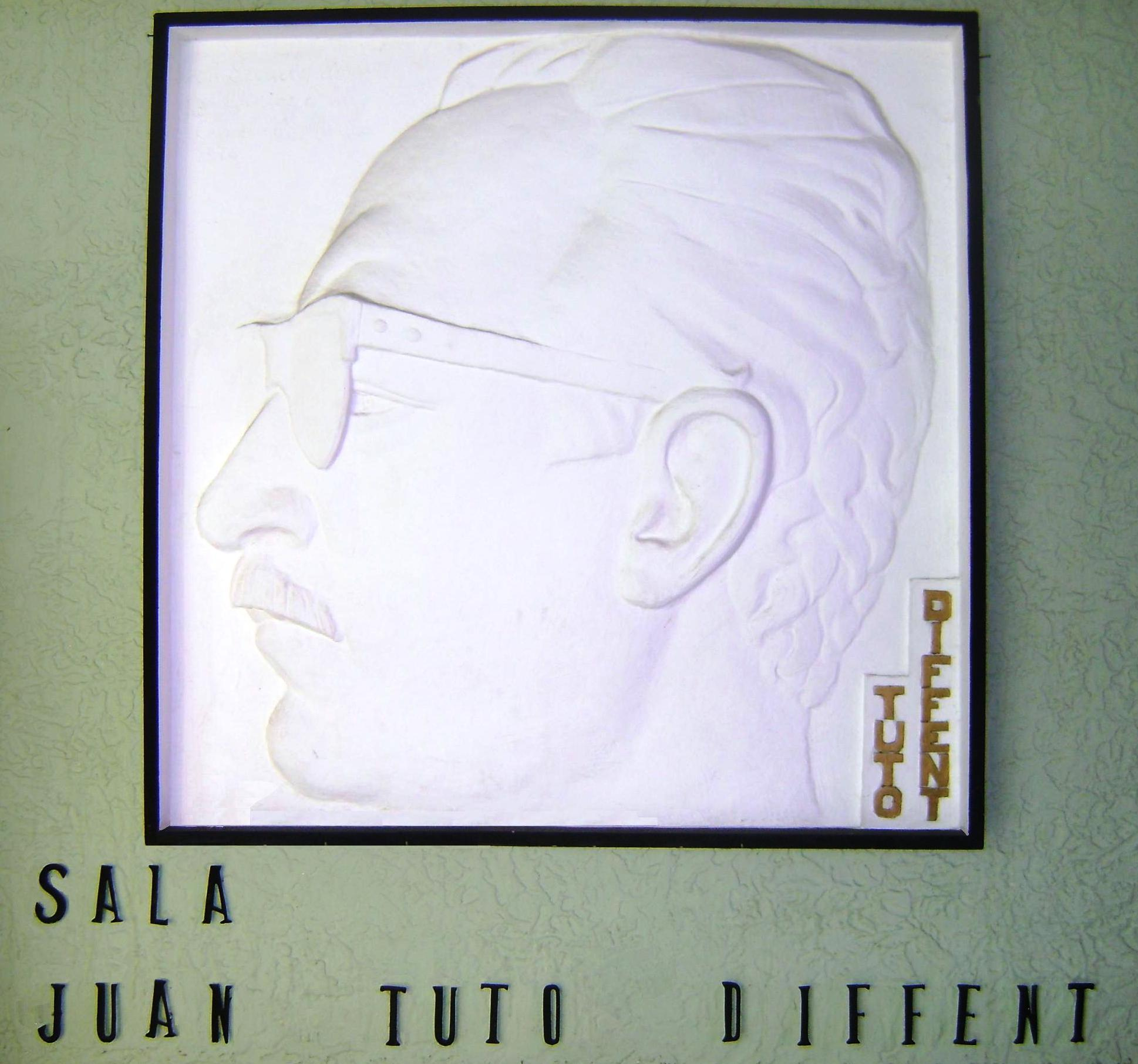
Relieve en la entrada a la sala de conciertos.

## Plan de estudios
El Bachillerato en Música consta de un plan de estudios distribuido en seis cursos (un curso corresponde a un año). Con motivos de evaluación y distribución.
Las siguientes son las asignaturas que forman parte del plan de estudios del Bachillerato en Música ofrecido por la Escuela de Música Victoriano López:

### Asignaturas
- Instrumento Principal
- Instrumento Secundario
- Experiencia de la Música (HISTORIA)
- Idioma de la Música (SOLFEO)
- Contrapunto y Armonía
- Análisis de Formas Musicales
- Pedagogía Musical
- Coro
- Orquesta Sinfónica
- Música de Cámara
- Banda Sinfónica

| Distribución de las asignaturas para cada curso del Bachillerato en Música ofrecido por la EMVL           | | | | |
| Primer curso                                                                                              | Segundo curso | Tercer curso | Cuarto curso                                                                                       | Quinto curso |
| - Coro - Experiencia de la Música - Idioma de la Música - Instrumento - Instrumento Secundario - Orquesta | - Coro - Experiencia de la Música - Idioma de la Música - Instrumento - Instrumento Secundario - Orquesta - Banda (vientos) | - Coro - Experiencia de la Música - Idioma de la Música - Instrumento - Instrumento Secundario - Orquesta - Banda (vientos) | - Coro - Experiencia de la Música - Idioma de la Música - Instrumento - Orquesta - Banda (vientos) | - Coro - Experiencia de la Música - Idioma de la Música - Instrumento - Orquesta - Pedagogía Musical - Contrapunto y Armonía - Banda (vientos) |

### Requisitos adicionales
Además de aprobar las evaluaciones correspondientes a cada asignatura del plan de estudios, los estudiantes del último año candidatos a la obtención del Bachillerato en Música deben cumplir con los siguientes requisitos:

#### Recital de Graduación
Como evaluación final de la asignatura de instrumento, y como requisito indispensable para la graduación, los estudiantes del último año deben preparar un programa y presentarlo en un recital con duración de veinte a treinta minutos, conforme a las siguientes especificaciones por instrumento:
- Piano: un preludio y fuga de «El clave bien temperado» (Johann Sebastian Bach); una sonata de los grandes compositores clásicos y una obra del romanticismo.
- Instrumentos de cuerda: dos movimientos de diferente aire, de una suite de J.S. Bach; dos obras o movimientos individuales en diferentes estilos.
- Instrumentos de viento: dos grandes obras en diferentes estilos.

```
    "
Instrumentos de Percusión
": Un concierto para Marimba y un concierto de Percusión Indeterminada
```

#### Trabajo Educativo Social (TES)
La Secretaría de Educación Pública de Honduras establece como requisito obligatorio para la graduación que todos los estudiantes, de las instituciones oficiales, semioficiales y privadas de educación media, deben cumplir con el Trabajo Educativo Social, el cual es orientado a que el estudiante como ciudadano refleje formación íntegra, sensibilidad y solidaridad utilizando su creatividad y destrezas con aquellos que puedan verse beneficiados de las mismas.

En la Escuela de Música Victoriano López tradicionalmente los proyectos de "Trabajo Educativo Social" incluyen actividades como: conciertos sociales para asilos de ancianos, salas de enfermos, guarderías infantiles; conciertos didácticos orientados a la transmisión de valores culturales en la sociedad hondureña y la recaudación de fondos (invertidos en recursos para la promoción artística), entre otras.

#### Examen del Himno Nacional
El Gobierno de la República de Honduras establece como requisito imprescindible para optar a los diferentes títulos ofrecidos en las instituciones de educación, que los estudiantes deben someterse a la evaluación general sobre el Himno Nacional de Honduras y obtener un calificación mínima de ochenta por ciento (80%) en la misma.

El examen del Himno Nacional de Honduras consta de cuatro partes:
1. Examen escrito sobre la teoría general del himno.
2. Recitación de una estrofa.
3. Explicación de una estrofa.
4. Canto del himno: Se conforma un coro a cuatro voces (sopranos, contraltos, tenores y bajos) y los estudiantes cantan el himno en su totalidad, son evaluados el conocimiento de la letra del coro y las siete estrofas así como la entonación de su melodía.

## Proyección nacional

### Orquesta de Cámara de San Pedro Sula

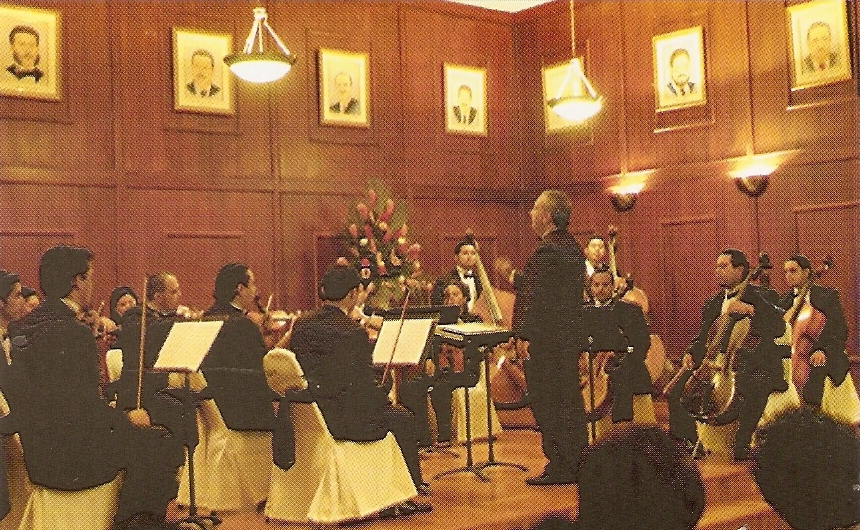
La Orquesta de Cámara en el Salón Consistorial del Palacio Municipal de San Pedro Sula.

La Orquesta de Cámara de San Pedro Sula (OCSPS) fue reorganizada a principios de 1999 por José Iglesias Carnot.

## Proyección internacional

### Convenios
Actualmente la EMVL mantiene relaciones de colaboración a través de convenios de asesoría, intercambio cultural, capacitación y becas de estudio para sus estudiantes, egresados y personal docente, con las siguientes instituciones:
| Institución                                   | Localidad                             | País           |
| --------------------------------------------- | ------------------------------------- | -------------- |
| Orquesta Filarmónica de Duisburg              | Duisburg, Renania del Norte-Westfalia | Alemania       |
| Universidad de Costa Rica                     | Montes de Oca, San José               | Costa Rica     |
| Orquesta de Cámara de Siero                   | Siero, Principado de Asturias         | España         |
| Universidad de Alabama                        | Tuscaloosa, Alabama                   | Estados Unidos |
| Universidad de Miami                          | Miami, Florida                        | Estados Unidos |
| Universidad Estatal de Florida                | Tallahassee, Florida                  | Estados Unidos |
| Universidad Estatal de Columbus               | Columbus, Georgia                     | Estados Unidos |
| Elgin Community College                       | Elgin, Illinois                       | Estados Unidos |
| Universidad de Kentucky                       | Lexington, Kentucky                   | Estados Unidos |
| Universidad Estatal de Luisiana               | Baton Rouge, Luisiana                 | Estados Unidos |
| Universidad Estatal del Noroeste de Luisiana  | Natchitoches, Luisiana                | Estados Unidos |
| Instituto Peabody (Universidad Johns Hopkins) | Baltimore, Maryland                   | Estados Unidos |
| Universidad del Sur de Misisipi               | Hattiesburg, Misisipi                 | Estados Unidos |
| Mannes College of Music                       | Nueva York, Nueva York                | Estados Unidos |
| Instituto de Música Curtis                    | Filadelfia, Pensilvania               | Estados Unidos |
| Universidad de Tel Aviv                       | Tel Aviv, Tel Aviv                    | Israel         |
| Universidad de Tromsø                         | Tromsø, Troms                         | Noruega        |
| Western Illinois University                   | Macomb, Illinois                      | Estados Unidos |